# Hiroshige
Utagawa Hiroshige (1797-1858), foi um pintor e gravador japonês, conhecido sobretudo por suas gravuras de paisagens.
Foi o último grande professor de Ukiyo-e, ou escola de gravura popular, e converteu as paisagens cotidianas em cenas líricas de grande intimismo que lhe proporcionaram um êxito comercial ainda maior que o de seu contemporâneo Hokusai.
Sua obra-prima é a série de gravuras Tokaido gojusan-tsugi (As Cinqüenta e Três Estações do Tokaido.
Os temas principais da sua obra eram pouco típicos para o gênero Ukiyo-e, cuja ênfase era em belas mulheres, atores populares e outras cenas dos distritos de lazer urbanos do período Edo japonês (1603-1868). A popular série Trinta e Seis Vistas do Monte Fuji de Hokusai teve uma forte influência na escolha de seus temas, embora a abordagem de Hiroshige seja mais poética e ambiental do que as impressões mais ousadas e formais de Hokusai.
O uso sutil de cores era essencial nas gravuras de Hiroshige, muitas vezes compostas de várias impressões na mesma área e com uso intenso de bokashi (gradação de cores), sendo ambas as técnicas bastante trabalhosas.

## Obras
Antologias de estampas de paisagens
- Lugares célebres da capital do Este (Toto Meisho), 1831-1832 e 1833-1843.
- Vinte e oito vistas do luar (Tsuki Niju Hakkei), 1832.
- As cinquenta e três estações da Tokaido (Tokaido Gojusan no Uchi), 1833-1834 para a 1ª edição, seguida de dez outras edições de 1830 a 1857.
- Imagens de sítios célebres de Osaka (Naniwa Meisho Zuye), 1834.
- Sessenta e nove estações da Kisokaido (Kiso Kaido Rokujuku Tsugi), 1834-1842
- Oito vistas do Omi (Omi Hakkei-no Uchi), 1834?, 1847-1852 e 1857.
- Vistas de Quioto (Kyoto Meisho), 1834-1835.
- Seis rios Tamagawa (Ginsekai Toto Ju-ni-kei), 1835, 1837 e 1857.
- Oito vistas de Kanazawa (Kanazawa Hakkei), 1835-1836.
- Vistas célebres de neve, lua e flores (Meisho Setsugekka), cerca de 1846.
- Restaurantes célebres da capital do Este (Toto Komei Kaiseki Zukushi), 1852-1853.
- Trinta e seis vistas do monte Fuji (Fuji Sanju Rokkei), 1852 e 1858.
- Vistas célebres das sessenta províncias (Rokujuyoshu meisho zue), 1853-1856.
- Cem vistas de sítios célebres de Edo (Meisho Yedo Hiakkei), 1856-1858.
- Lutas entre montanhas e mares (Sankai Mitate Zumo), 1858.

Estampas representando pessoas
- Oito vistas comparando as mulheres e os seus sonhos (Soto to uchi sugata hakkei), 1821.
- Papéis ornamentais de após os cem poetas (Ogura nazora-e Hyaku-nin isshu), 1845-1849.

Trípticos
- Vistas célebres de Edo (Edo Meisho), 1830.
- Neve, lua e flores, 1857. (Três trípticos intitulados Vôo de Naruto a Awa (Awa no Naruto Fukei), Luar sobre Kanazawa (Kanazawa Ha'ssho Yakei) e Neve em Kisoji (Kiso-ji no Yama Kawa))

Estampas sobre a natureza
- Série de Peixes (Uwo-zukushi), 1832.
- Uma selecção de dez flores (Tosei Rokkasen), 1854-1858.

Estampas históricas
- Contos de Genji em cinquenta e quatro capítulos (Genji Monogatari Gojuyojo), data desconhecida.
- O entreposto da lealdade (Chushingura), 1836.
- 'A história da vingança dos irmãos Soga (Soga Monogatari Zuye), 1848.